# Educação no contexto do marxismo

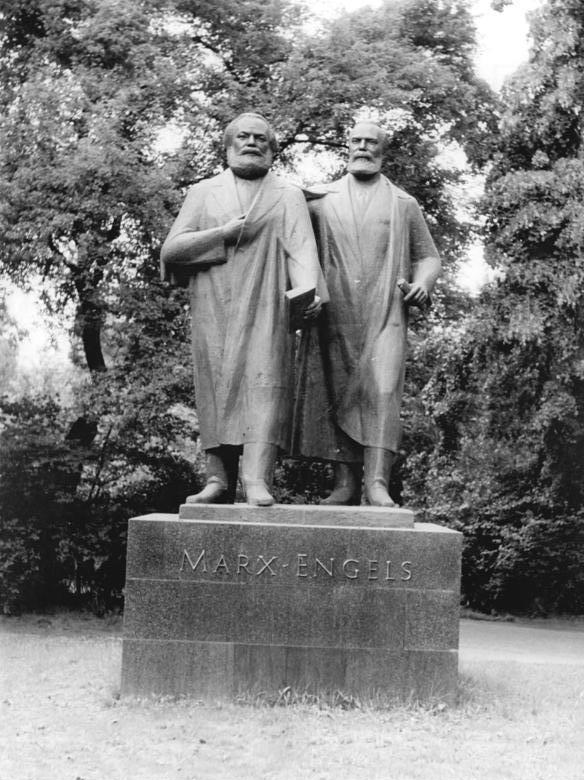
Marx e Engels.

A educação no contexto do marxismo ou a educação sob o ponto de vista do marxismo trata da visão que os principais teóricos marxistas tinham da educação, quando a abordaram na fundação das suas teorias. Karl Heinrich Marx (1818-1883) e Friedrich Engels (1820-1895), foram filósofos, historiadores, economistas e políticos alemães, criadores de uma importante corrente de pensamento que visava a transformação da sociedade, tendo a sua obra implicações no campo educativo. Grande parte dos seus livros foram escritos em co-autoria. A designação «marxismo» acentua a importância de Karl Marx, no contexto desta corrente de pensamento, em relação a Friedrich Engels. A educação é um processo fundamental para a criação de estruturas de pensamento, para a criação ou manutenção de um determinado tipo de sociedade. Desde a Antiguidade Clássica (Grécia) que os políticos se aperceberam deste facto. Daí que os teóricos mais conhecidos do comunismo se tenham interessado pela educação.

## Desenvolvimento do pensamento de Marx
Marx doutorou-se em Filosofia pela Universidade de Berlim em 1841. Aproveitou ideias no que chamou «socialismo utópico», de Saint-Simon, Fourier e Robert Owen. Dessas ideias sublinhou a imoralidade da má distribuição da riqueza, bem como o princípio de que a propriedade privada dos meios de produção é a responsável pelo estado de injustiça na sociedade humana. Dentro desta linha de pensamento, Proudhon proclama que «a propriedade é um roubo» (1). Marx não foi tão longe.
Estudioso, Karl Marx também se informou sobre as teorias económicas de Adam Smith (autor de importantes obras no campo da Economia, como Riqueza das Nações), e David Ricardo, também economista, que se interessou pela obra de Adam Smith, tendo ele próprio continuado o desenvolvimento da Economia, publicando entre outras a obra Princípios de Economia Política e de Tributação. Tendo sido aluno de Hegel, Marx reinterpreta a sua dialéctica que explicava o desenvolvimento universal por um movimento em três momentos, «tese - antítese - síntese». Mas, enquanto Hegel aponta Deus como o culminar desse movimento, Marx aplica a dialéctica ao desenvolvimento social: a tese é o estado actual da sociedade, a antítese é o proletariado, a síntese (superação) será uma nova sociedade, a sociedade socialista, a qual, em movimentos posteriores chegaria à fase comunista. Da obra do seu colega de Universidade, Ludwig Feuerbach, retirará a noção de alienação, patente no escrito Manuscritos económico-filosóficos de 1844. Mas, enquanto para Ludwig Feuerbach a alienação (estado de uma consciência distorcida da realidade) é proveniente da religião - «ópio do povo» - para Karl Marx, é a situação social do homem que determina a sua consciência. Note-se que já David Ricardo considerara que «Os grupos ou classes sociais têm solidariedade e costumes próprios» (2).
Karl Marx entende que os processos económicos determinam toda a evolução social humana. A organização económica de uma sociedade é a sua base, a sua «infraestrutura». A cultura em geral e o próprio sistema educativo, dependem desta e constituem a «superestrutura». É a propriedade privada dos meios de produção que gera desigualdade e alienação.

## A educação sob o ponto de vista de Marx, Engels e Lenin
Marx considera a educação como parte do sistema económico incorrecto, estando ao seu serviço. desse ponto em diante, há uma abstenção de contextualizar a educação da ótica de Marx, e prefere-se apenas fazer uma propaganda paragráfica de suas ideias O capitalismo produz a concentração de riqueza que reduz os que vendem o seu tempo de vida para sobreviverem - os proletários - a um estado de alienação. O trabalho alienado, para Marx, não realiza o trabalhador. «Um dos pontos essenciais dos Manuscritos de 1844 é uma crítica radical à sociedade capitalista centrada na análise da alienação, cuja matriz explicativa será, na perspectiva de Marx, a alienação sócio-económica. A propriedade privada dos meios produtivos, indissociável do fenómeno da alienação, será ainda para Marx a raiz dos antagonismos sociais e políticos que caracterizam a sociedade burguesa.» (3)
De resto, para Marx, «[Com a divisão do trabalho] desde que o trabalho começa a ser repartido, cada indivíduo tem uma esfera de actividade exclusiva que lhe é imposta e da qual não pode sair; é caçador, pescador ou crítico e não pode deixar de o ser, se não quiser perder os seus meios de subsistência.» (4)
«O trabalhador torna-se tanto mais pobre quanto mais riqueza produz, quanto mais a sua produção aumenta em poder e em extensão. O trabalhador torna-se uma mercadoria tanto mais barata, quanto maior número de bens produz. Com a valorização do mundo das coisas aumenta em proporção directa a desvalorização do mundo dos homens. O trabalho não produz apenas mercadorias; produz-se também a si mesmo e ao trabalhador como uma mercadoria, e justamente na mesma proporção com que produz bens. Semelhante facto implica apenas que o objecto produzido pelo trabalho, o seu produto, se lhe opõe como ser estranho, como um poder independente do produtor. O produto do trabalho é o trabalho que se fixou num objecto, que se transformou em coisa física, é a objectivação do trabalho. A realização do trabalho aparece na esfera da economia política como desrealização do trabalhador, a objectivação como perda e servidão ao objecto, a apropriação como alienação.» (5)
Antes de outras questões Marx e Engels colocam a própria divisão do trabalho na raiz das distinções sociais. Marx e Engels consideram também crucial o papel do Estado, no desenvolvimento de determinado tipo de sociedade.
«Como o Estado nasceu da necessidade de conter o antagonismo das classes, e como, ao mesmo tempo, nasceu no seio do conflito entre elas, é, por regra geral, o Estado da classe mais poderosa, da classe economicamente dominante, classe que, por intermédio dele, se converte também em classe politicamente dominante e adquire novos meios para a repressão e exploração da classe oprimida. Assim, o Estado antigo foi, sobretudo, o Estado dos senhores de escravos para manter os escravos subjugados; o Estado feudal foi o órgão de que se valeu a nobreza para manter a sujeição dos servos e camponeses dependentes; e o moderno Estado representativo é o instrumento de que se serve o capital para explorar o trabalho assalariado.» (6)